# Microlicia ternata
Microlicia ternata är en tvåhjärtbladig växtart som beskrevs av Célestin Alfred Cogniaux. Microlicia ternata ingår i släktet Microlicia och familjen Melastomataceae. Inga underarter finns listade i Catalogue of Life.